# Histoplasma duboisii
Histoplasma duboisii är en svampart som beskrevs av Vanbreus. 1952. Histoplasma duboisii ingår i släktet Histoplasma och familjen Ajellomycetaceae.   Inga underarter finns listade i Catalogue of Life.

## Bildgalleri

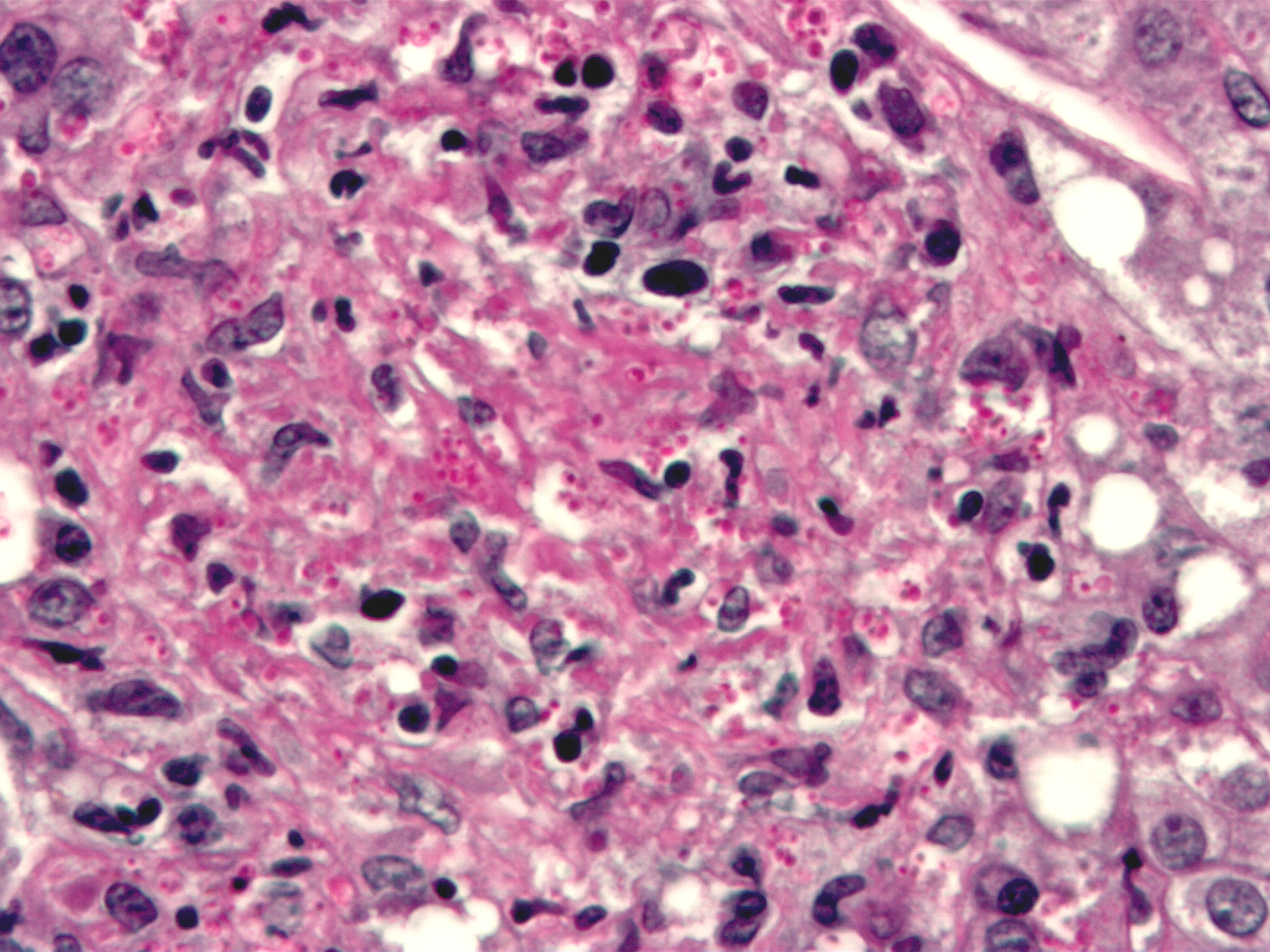